# Cmentarz parafialny w Łochowie (powiat węgrowski)
Cmentarz w Łochowie lub cmentarz parafialny w Łochowie – cmentarz rzymskokatolicki w mieście Łochów w powiecie węgrowskim, w województwie mazowieckim.
Cmentarz powstał w 1947 roku. Znajduje się przy skrzyżowaniu alei Łochowskiej z ul. Targową w Łochowie.
W 1982 roku odsłonięto na cmentarzu wykonany z lastriko Pomnik ku czci poległych w latach 1939–1945.
6 września 2019 w ramach obchodów 80. rocznicy wybuchu II wojny światowej na cmentarzu miała miejsce uroczystości odsłonięcia i poświęcenia Pomnika Poległym i Pomordowanym w XX wieku za wolną i niepodległą Polskę. Poświęcenia pomnika dokonał proboszcz parafii pw. Niepokalanego Serca MP w Łochowie – ks. Roman Szmurło. Uroczystości towarzyszyło także wkopanie kapsuły pamięci z ziemią z pól bitewnych Europy: Monte Casino, Wilna, Bredy, Arnhem, Driel, Cawthorne, Warszawy, Wizny, Kołobrzegu, Węgrowa, Łochowa, Nadkola i Jerzysk. W odsłonięciu pomnika udział wzięli między innymi minister energii Krzysztof Tchórzewski, minister cyfryzacji Marek Zagórski, posłowie na Sejm RP: Daniel Milewski, Anna Siarkowska i Teresa Wargocka, oraz wicewojewoda mazowiecki Sylwester Dąbrowski.